# Aesculus
El género Aesculus comprende 18 especies aceptadas, del centenar descritas, de árboles y arbustos caducifolios mayoritariamente nativos de las zonas templadas del hemisferio norte; incluye también numerosos híbridos -de los cuales 5 son taxones aceptados- (muchos de ellos espontáneos) y múltiples formas en cultivo. Tradicionalmente el género ha sido incluido junto con Billia y Handeliodendron  en la familia Hippocastanaceae, pero recientes investigaciones genéticas demuestran que las especies de esta familia, al igual que las pertenecientes a las Aceraceae (familia de los arces), han de estar incluidas en las Sapindaceae, la familia quedando relegada a mera subfamilia Hippocastanoideae.

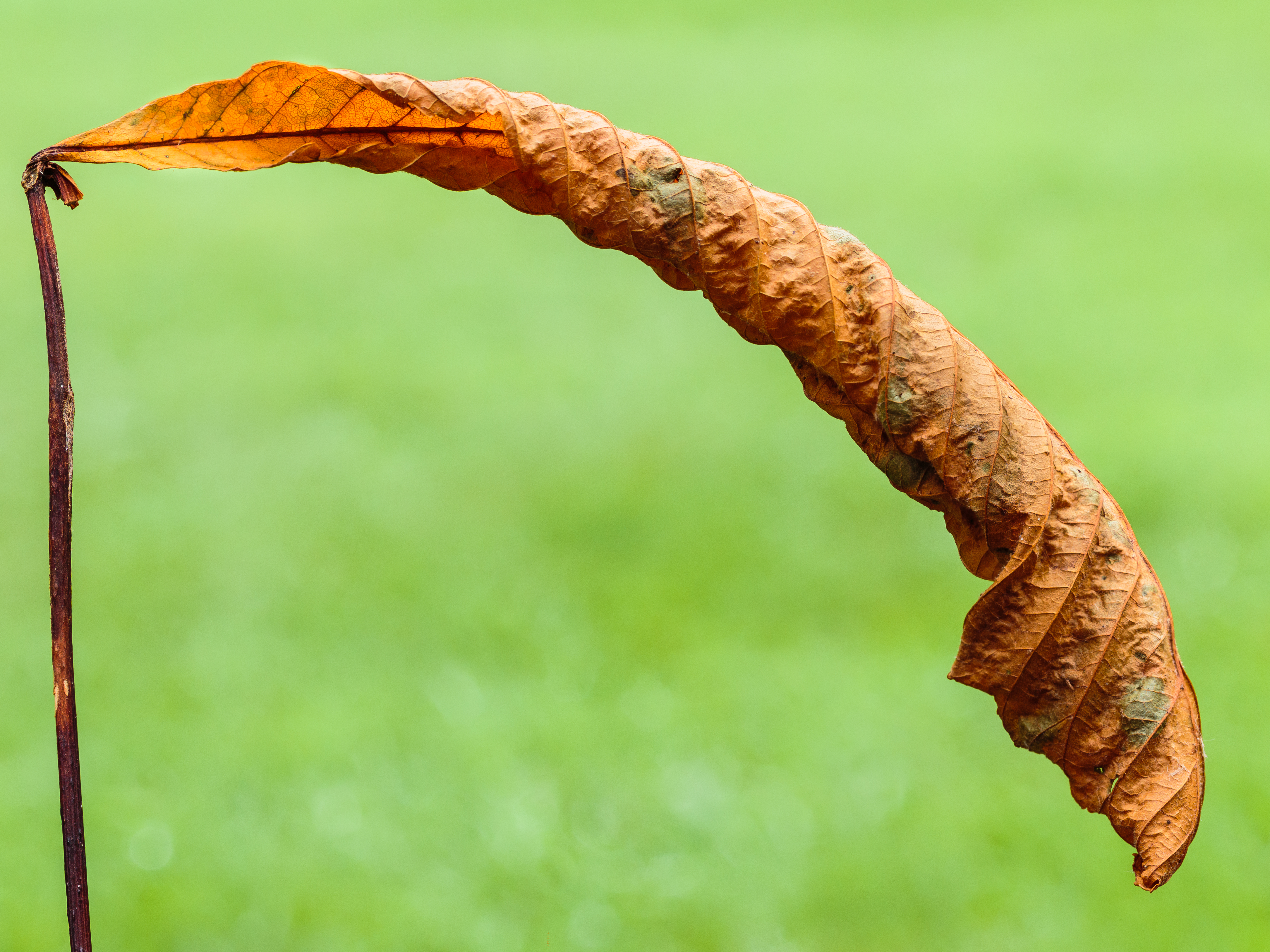
Una hoja marchita de un Aesculus.

## Descripción
Los Aesculus son plantas leñosas de 4 a 35 m de altura (dependiendo de la especie), y tiene ramas rectas con yemas incluidas en escamas, a modo de espata, y frecuentemente resinosas; hojas opuestas, palmatisectas, normalmente grandes (hasta 65 cm en el Aesculus turbinata); flores entomófilas en panículas terminales, con 4 a 5 pétalos fusionados en la base y de 6 a 8 estambres. La floración tiene lugar unos 80 a 110 días después de la brotación primaveral. El fruto es una cápsula que se abre en tres partes para liberar las semillas contenidas en su interior (normalmente una y en ocasiones dos), la cubierta de estos frutos puede variar de lisa a espinosa y su color de verde o verde amarillento a marrón claro según las especies. Las semillas (de entre 2 a 5 cm) presentan una cubierta de color entre marrón claro brillante a marrón oscuro con una notable marca clara o blanquecina en su base.

Castaña madura caída en el suelo con la cubierta espinosa entreabierta.

Las especies de este género reciben habitualmente los nombres comunes de "Castaños de Indias" o "Falsos castaños", estos nombres se deben al parecido de sus frutos y semillas (incomestibles y tóxicas en crudo) con los de los castaños auténticos del género Castanea, tan apreciados como alimento.
La especie más popular en cultivo, con gran diferencia del resto, es el Aesculus hippocastanum originario de ciertas áreas de los Balcanes y considerado como el "Castaño de Indias" por antonomasia. También es frecuente el híbrido Aesculus × carnea (A. hippocastanum x A. pavia) de llamativas flores rosadas. El resto de especies e híbridos son mucho menos empleadas en jardinería.

## Taxonomía
El género fue descrito por Carlos Linneo y publicado en Species Plantarum 1: 344. 1753. La especie tipo es: Aesculus hippocastanum
Etimología
Dicrocaulon: nombre genérico latíno dado por Linneo en 1753 y 1754, a partir del Latín antiguo aesculus, -i, el roble, lo que es sorprendente, aunque en los numerosos autores de la antigüedad que lo usaron, Plinio el Viejo precisa en su Historia naturalis (16, 11) que es uno de los árboles que producen bellotas ("Glandem, quae proprie intellegitur, ferunt robur, quercus, aesculus, ..."  -La bellota propiamente dicha viene del roble, del aesculus, ...) y, quizás de allí proviene la confusión.

## Clasificación

### Especies
Sección Aesculus

Yemas resinosas, foliolos sésiles y frutos espinosos (A. hippocastanum) o lisos y turbinados (A. turbinata).
- Aesculus hippocastanum L. - (especie tipo) - Castaño de Indias
- Aesculus turbinata Blume - Falso castaño del Japón

Sección Calothyrsus

Yemas resinosas, foliolos peciolulados y frutos no erizados y piriformes.
- Aesculus assamica Griffith
- Aesculus californica (Spach) Nutt. - Falso castaño de California
- Aesculus chinensis Bunge
  - Aesculus chinensis var. wilsonii
- Aesculus indica (Wall. ex Cambess.) Hook. - Falso castaño del Himalaya

Sección Pavia

Yemas no resinosas, folíolos peciolulados y frutos lisos (excepto en A. glabra que son ligeramente espinosos).
- Aesculus flava (A. octandra) Sol. - Falso castaño amarillo
- Aesculus glabra Willd. - Falso castaño de Ohio
  - Aesculus glabra var. arguta (Buckl.) B.L. Robins.
- Aesculus pavia L. - Falso castaño rojo o de Virginia
  - Aesculus pavia var. flavescens
- Aesculus sylvatica W. Bartram

Sección Macrothyrsus

Una sola especie de yemas no resinosas, folíolos peciolulados y frutos lisos y piriformes
- Aesculus parviflora Walter - Castaño de Indias enano

Sección Parryanae

Una sola especie de yemas no resinosas, folíolos sésiles y frutos tomentosos y verrugosos.
- Aesculus parryi Gray, Trompo

### Híbridos
- Aesculus × carnea Zeyh. = Aesculus pavia × Aesculus hippocastanum.
- Aesculus × neglecta Lindl. = Aesculus flava × Aesculus sylvatica.
- Aesculus × bushii C.K.Schneid.
- Aesculus × hybrida DC.
- Aesculus × marylandica Booth ex Dippel
- Aesculus × mutabilis (Spach) Scheele

## Sinónimos
Homótípicos
- Esculus L., Gen. ed. 5, 161, 1754, nom. superfl.
- Hippocastanum Mill., Gard. Dict. Abr., ed. 4, 1754.
- Hippocaztanum Raf., Alsog. Am., 70, 1838.

Heterotípicos
- Actinotinus Oliver, Hooker’s Icon. Pl., 18: t. 1740, 1888, p.p.
- Calothyrsus Spach, Ann. Sci. Nat. Bot., ser. 2. 2: 62, 1834.
- Isypus Raf., Fl. Tell., 4: 73, 1838.
- Macrothyrsus Spach, Ann. Sci. Nat. Bot., ser. 2. 2: 61, 1834.
- Nebropsis Raf., Alsogr., 68, 1838.
- Oesculus Neck., Elem. Bot. (Necker), 2: 232. 1790, nom. invalid.
- Ozotis Raf., Alsogr., 71, 1838.
- Pavia Mill., Gard. Dict. Abr., ed. 4, 1754.
- Paviana Raf., Fl. Ludov., 87, 1817.
- Pawia Kuntze, Rev. Gen,. 1: 145, 1891.

## Usos

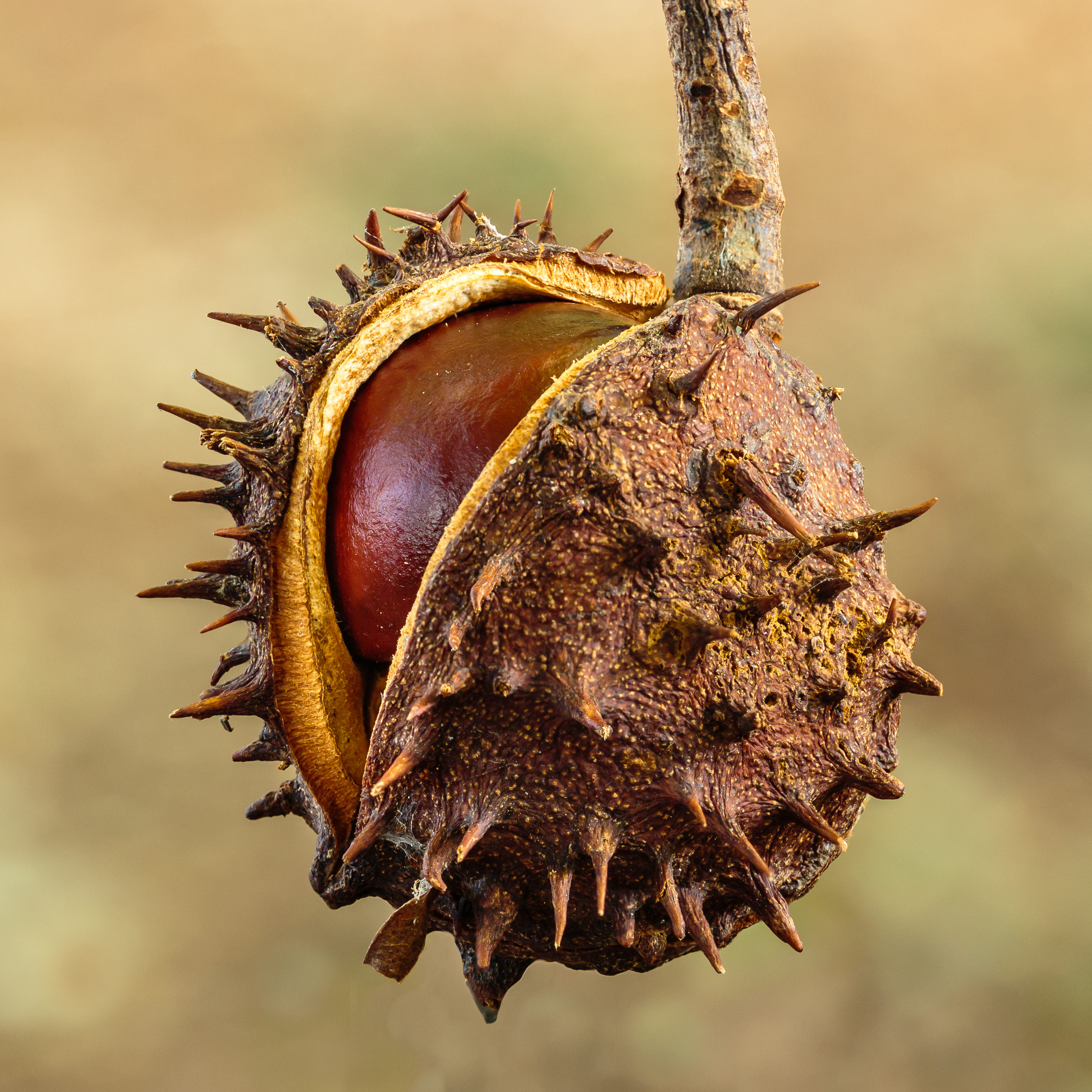
Cáscara agrietada de una falso castaño (Aesculus hippocastanum)

Los frutos tienen altas concentraciones de una saponina tóxica: la aesculina, muy tóxica para muchos animales, en el humano causa hemólisis (destrucción de glóbulo rojos). Esa saponina se elimina lavando las castañas de Indias molidas con agua hirviendo y cambiando esa agua varias veces, se obtiene de esa forma un almidón muy importante para la alimentación de algunos pueblos indígenas. Por otra parte y como curiosidad, algunos animales, en especial ciervos y ardillas, son resistentes a estas toxinas y pueden comer las castañas de Indias sin problemas.
Las castañas de Indias de ciertas especies de Aesculus machacadas y maceradas en agua han sido empleadas tradicionalmente por ciertas tribus de Norteamérica para facilitar la captura de peces por envenenamiento.
La madera de estos árboles, por lo común, ha sido poco apreciada al ser blanda, ligera y de corta vida, siendo principalmente empleada en usos menores como la fabricación de embalajes, cajas y como combustible.

## Galería de Imágenes

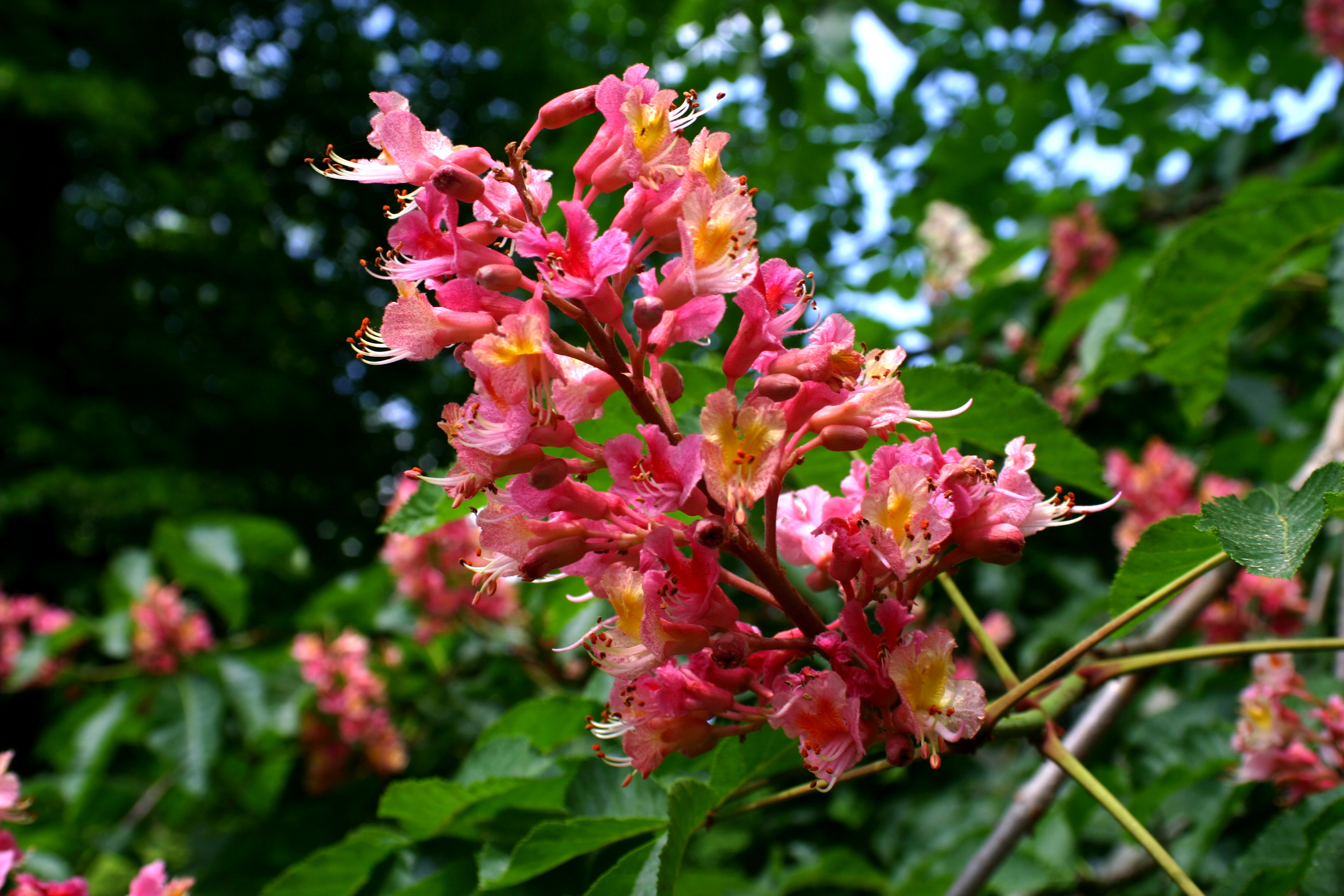
Inflorescencia del híbrido Aesculus x carnea
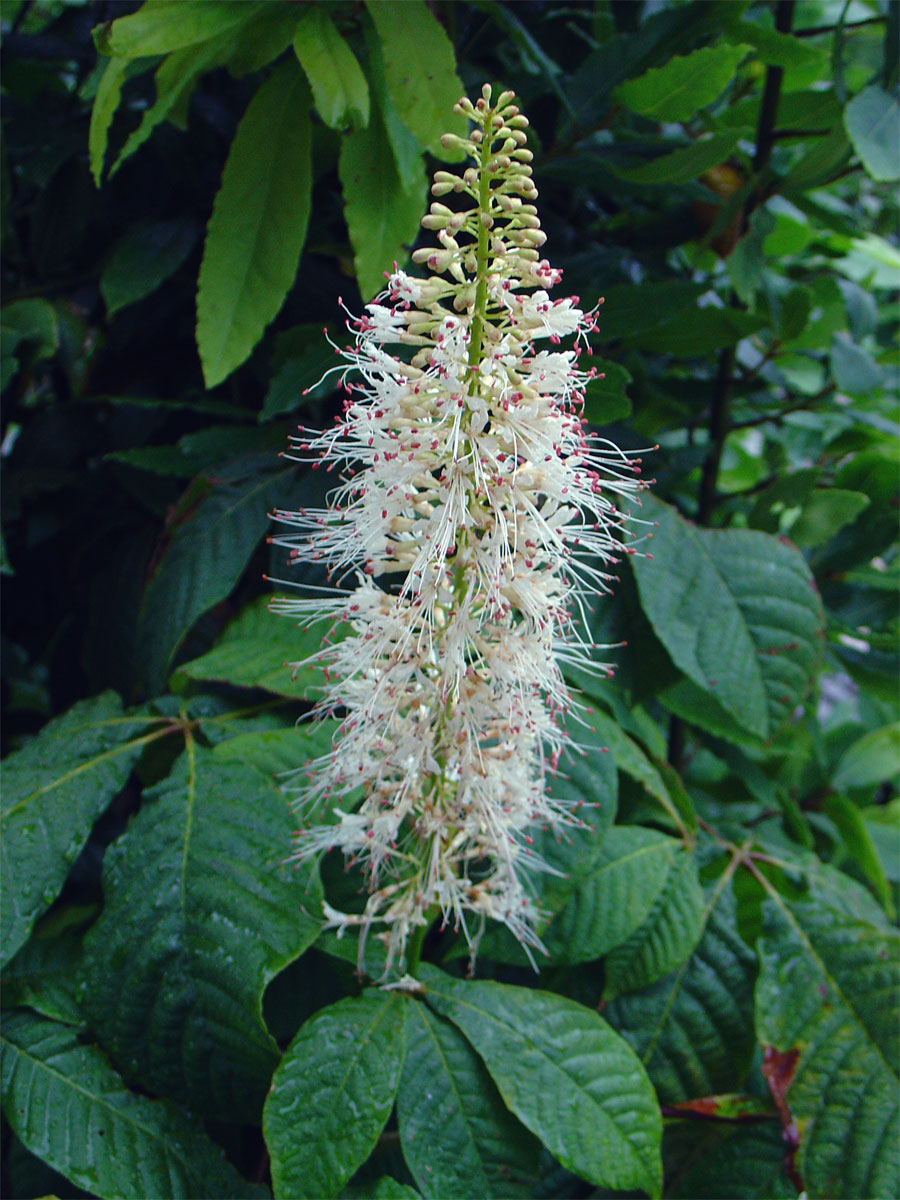
Flores de Aesculus parviflora
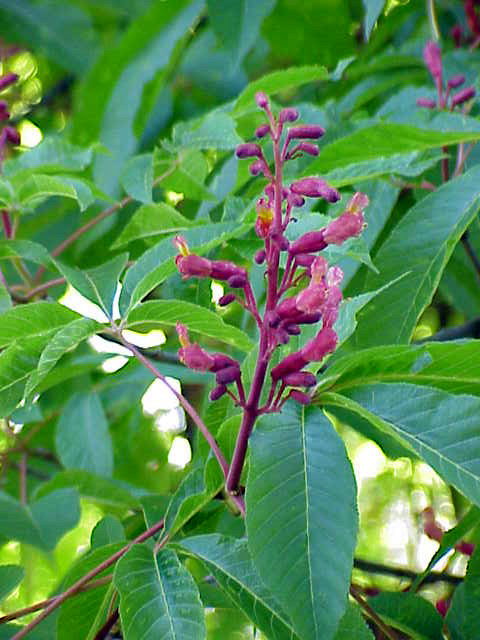
Panícula de Aesculus pavia
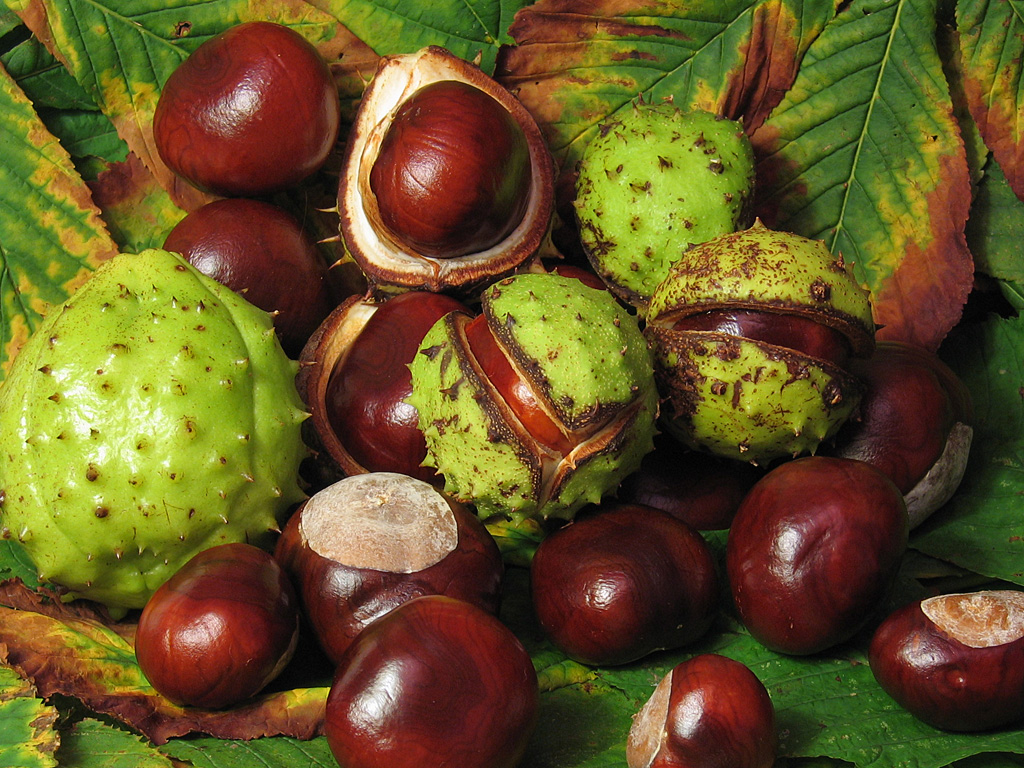
Semillas y frutos de Aesculus hippocastanum
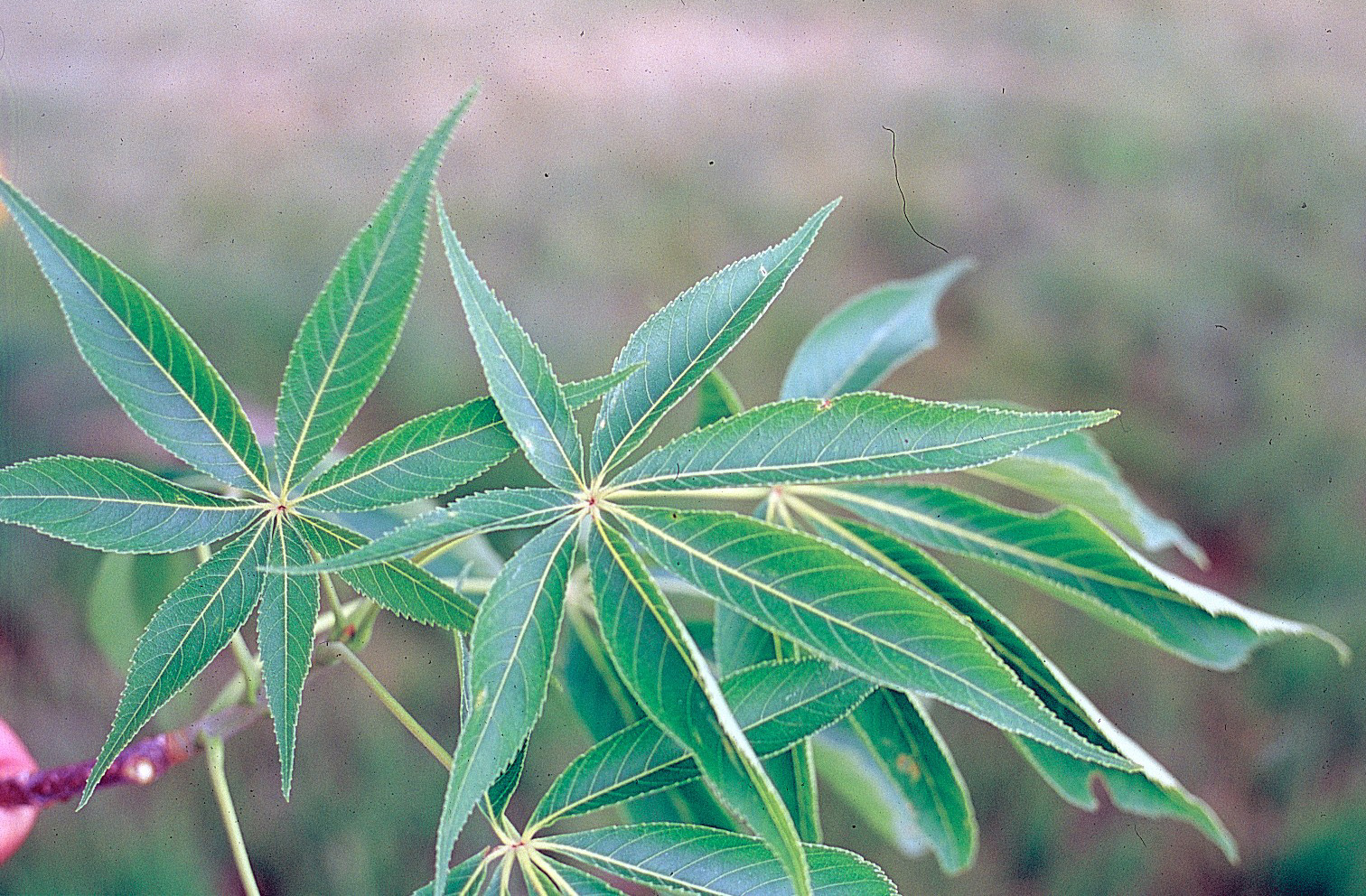
Las hojas palmatisectas de Aesculus glabra
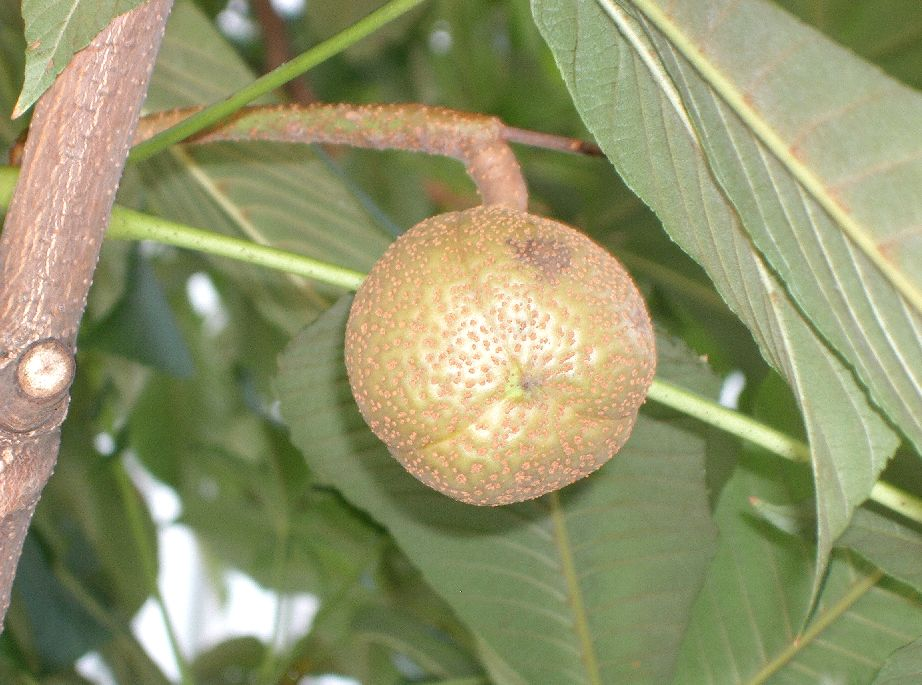
Fruto de Aesculus turbinata
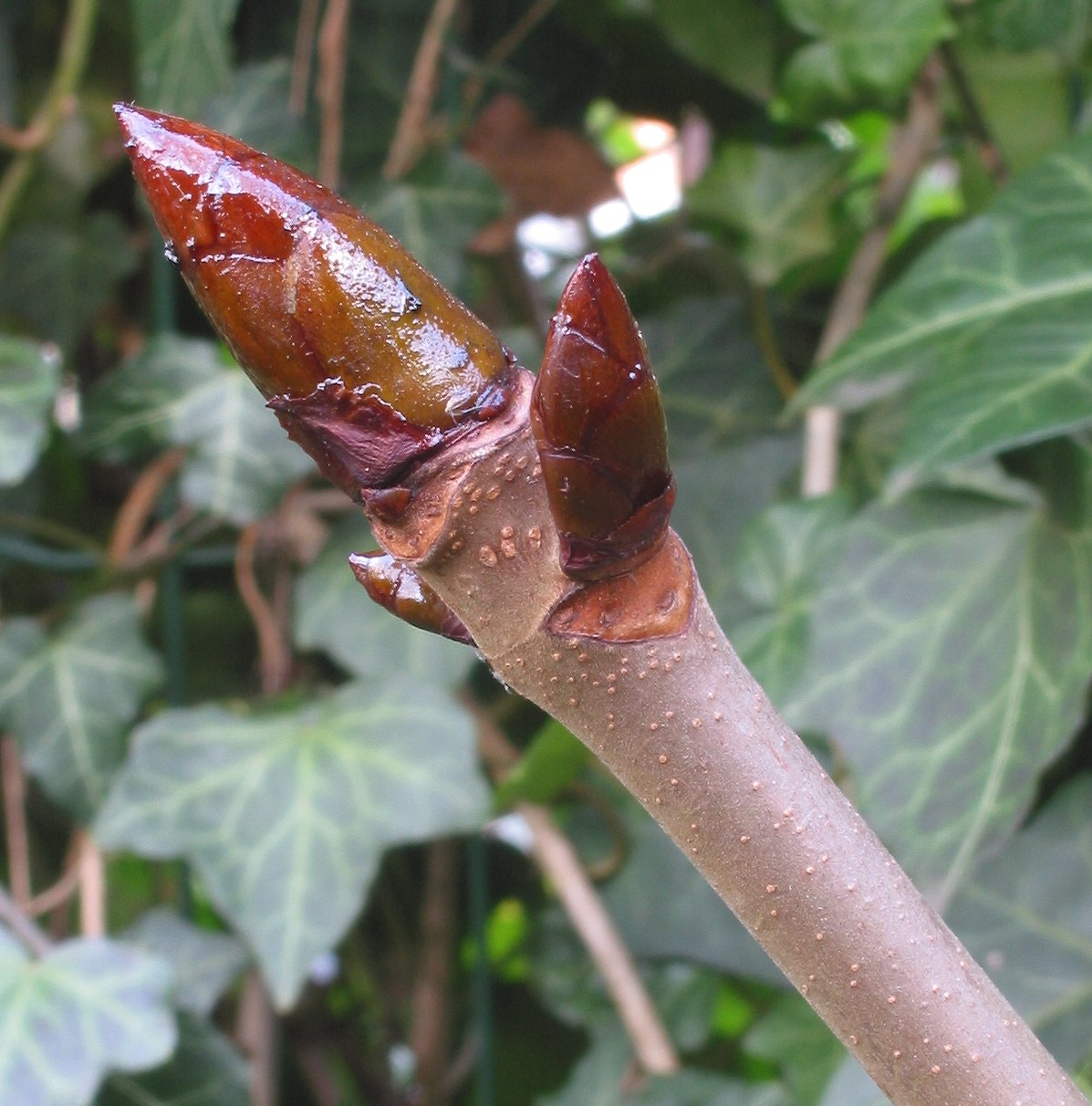
Yema viscosa de Aesculus hippocastanum
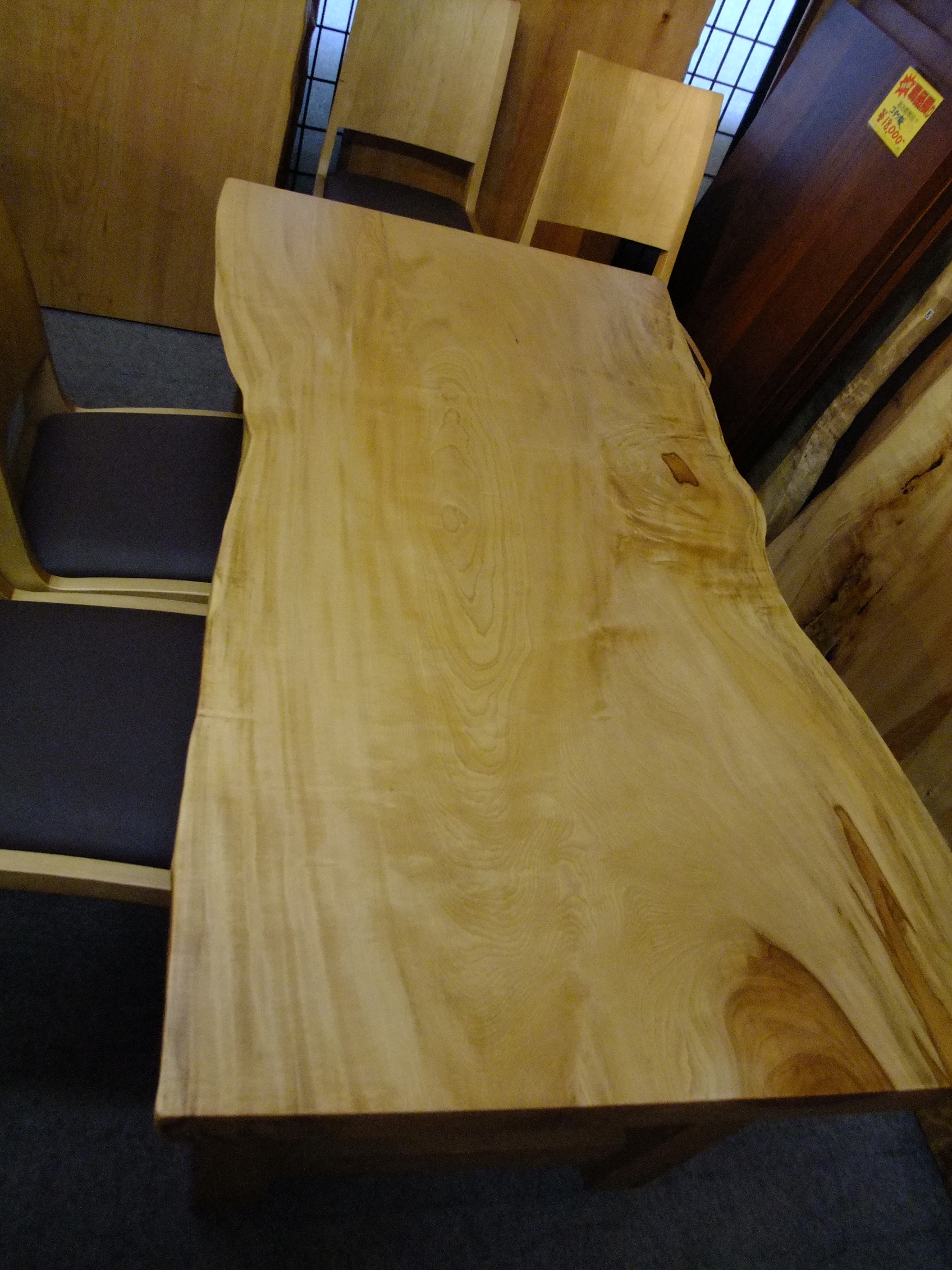
Tabla de madera de Aesculus turbinata